# Iglesia de Nuestra Señora del Rosario (Puerto Lumbreras)
La Iglesia de Nuestra Señora del Rosario es la iglesia parroquial de Puerto Lumbreras (Región de Murcia, España). Su construcción tuvo lugar en el siglo XVIII cuando se constituyó una nueva feligresía en esta población mediante segregación de la parroquia de San Patricio (Lorca). Se trata de una iglesia de planta de cruz latina que ha sufrido diferentes remodelaciones a lo largo de los siglos XIX y XX. En su interior destaca la espléndida cúpula que cubre el crucero de la Iglesia y que fue levantada en torno a 1820, el cuadro del Ecce Homo (siglo XVII), el órgano (siglo XIX) y la capilla penitencial, en la que sobresale la antigua sillería castellana.

La Iglesia está dedicada a la Virgen del Rosario, patrona de la localidad, cuya festividad se celebra el 7 de octubre.

## Historia
Su origen se remonta al primer cuarto del siglo XVIII, coincidiendo en el establecimiento del curato de Nogalte (1724) por el obispo de Cartagena don Luis Belluga con una finalidad bien definida. Por una parte, atender a la creciente población del campo de Nogalte como consecuencia del inicio de la roturación de estas tierras y, por otra, controlar la percepción del décimo en esta nueva comunidad rural. Poco tiempo después, a mediados del siglo XVIII, se añade el retablo barroco que decora el altar mayor. Se terminó de edificar en 1820, año en el que finaliza la construcción de la cúpula, similar a la de la parroquia de Zurgena (Almería).

En etapas posteriores se irán realizando nuevos añadidos (construcción de la sacristía y campanario) y completando la decoración de las capillas, concretamente las imágenes, que sustituyeron a las que albergaba la iglesia y que fueron destruidas en la Guerra Civil.

## Arquitectura

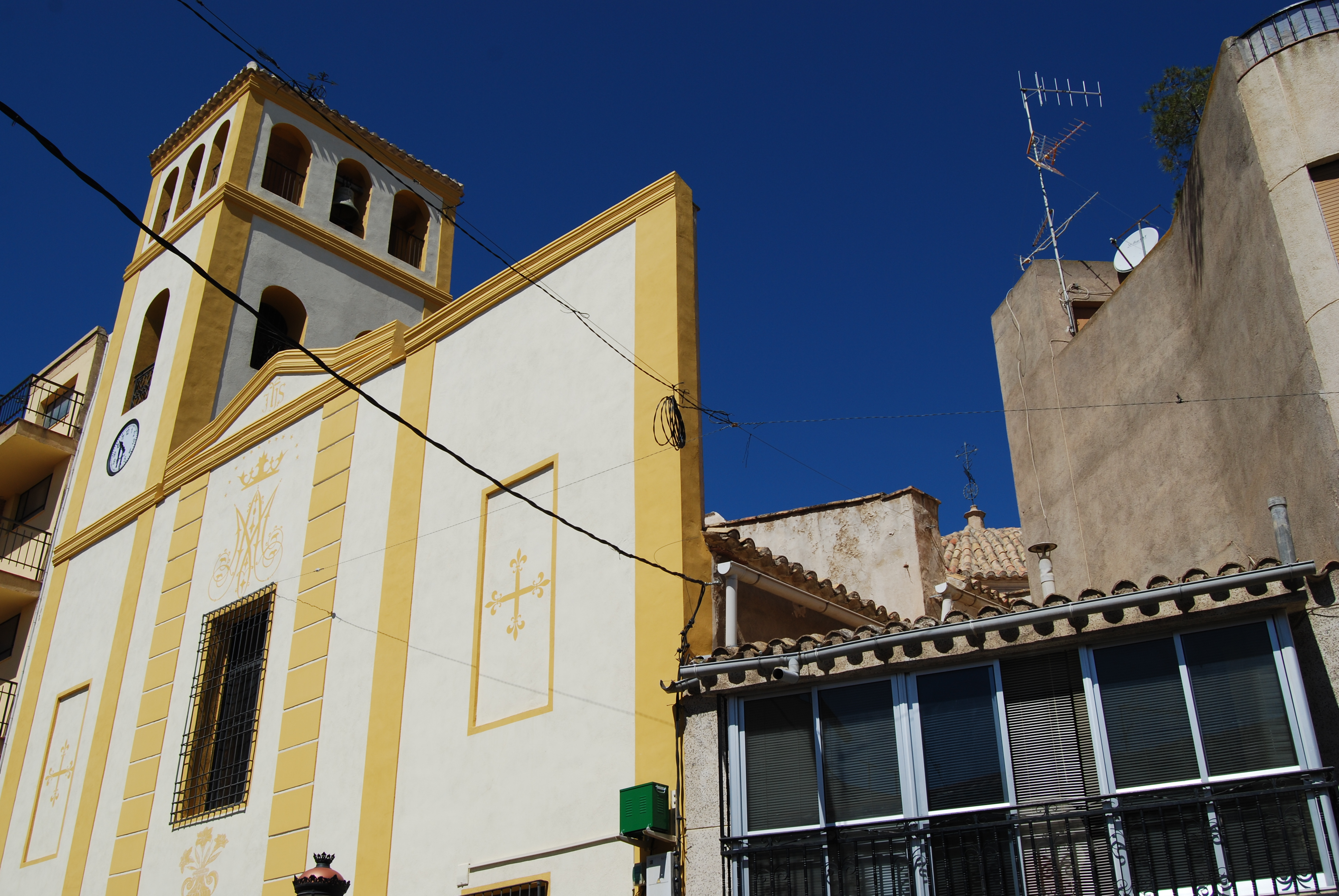
Iglesia del Rosario

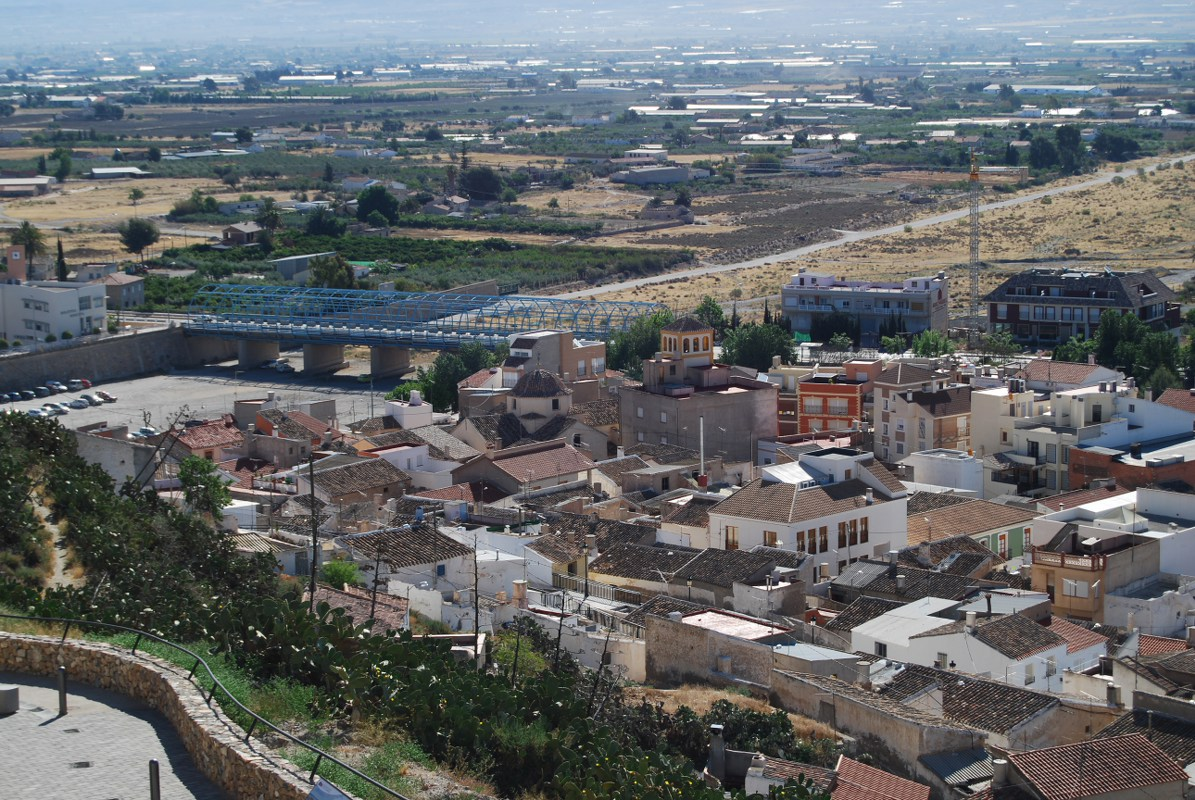
Iglesia del Rosario

Se trata de una iglesia con planta de cruz latina, con nave central y dos laterales y crucero cubierto con una cúpula en la que se representan a los cuatro evangelistas.

La nave central tiene una longitud total de 31 m por un ancho de 15,5 m. La techumbre se resuelve mediante bóveda de cañón. Las capillas laterales están intercomunicadas entre sí y se cubren con bóvedas de arista. En el coro se localiza un órgano francés del siglo XIX. La sacristía fue ordenada construir por el obispo de la diócesis de Cartagena Don Mariano Barrio (1847-1860). En ella se guarda una custodia pequeña, una Santa Faz (siglo XVIII) y una imagen de la patrona.

El exterior está encalado en blanco, salvo los elementos arquitectónicos que se resaltan en dorado. Al exterior, los muros son de ladrillo y mampostería encalada. En el campanario, de tres cuerpos, levantado en ladrillo y hormigón armado,  se sitúa el objeto más antiguo de la Iglesia, su campana, que data del siglo XV y que perteneció a la ermita que se ubicaba en el mismo lugar que en el que actualmente se emplaza la parroquia.

## Patrimonio
Destaca el retablo del altar mayor, de estilo barroco, realizado entre 1736 y 1742 y donde se localiza la imagen de la patrona además de los cuadros del Ecce Homo (siglo XVII) y una pintura de principios del XX en la que se representan Jesús niño, San Juan, Santa Isabel y Zacarías.

Además, la Iglesia guarda en su interior numerosas obras, fundamentalmente de imagineros murcianos. Imágenes del Cristo Yaciente, del Crucificado, Cristo Resucitado, San Miguel Arcángel, San José, y de San Francisco, una representación de Nuestro Padre Jesús Nazareno, una talla de la Virgen de las Dolores y el grupo de la Piedad.

Respecto a los bienes muebles, destacan las piezas de orfebrería, todas ellas posteriores a la guerra civil salvo una estrella de plata y pie de Virgen: una custodia con templete, cálices, una corona solemne, un bastón de mando y donaciones particulares de muchos lumbrerenses a la patrona. El templo también guarda varios misales, entre ellos dos fechados en el siglo XVIII.
Cabe destacar que en el año 2012 la Cofradía del Stmo. Cristo de la Fe y María Stma. de la Piedad realizaron la restauración de su capilla mediante la técnica de pintura al fresco, resultando así un atractivo más de gran belleza para el patrimonio de la parroquia.

## Cofradías
Cuatro agrupaciones tienen su sede en la Iglesia Parroquial de Puerto Lumbreras: tres cofradías y una asociación. La cofradía de la Virgen de los Dolores, la del Santísimo Cristo de la Fe y María Santísima de La Piedad y la de Nuestro Padre Jesús Nazareno. En 1990 se forma la asociación de Damas de la Virgen del Rosario quienes, entre otras muchas actividades, se encarga del cuidado de la Iglesia y de los preparativos de las fiestas en honor a su patrona. Tienen su sede en la Casa Museo de las Cofradías, situada en la calle Francisco Tirado.